# الروح والرية (مسلسل)
الروح والرية، مسلسل تلفزيوني كويتي، أنتج وعرض في عام 2021. كتبه أنفال الدويسان وأخرجه منير الزعبي.
تدور الأحداث بين حقبتي الثمانينيات والتسعينيات، حيث تجد آمنة نفسها في وضع لا تُحسد عليه، وذلك عقب وفاة والدتها، ومساندة والدها طوال الوقت، وتوليها رعاية أشقاءها الأصغر، حتى بعد زواجهم لا تنتهي مسؤوليتها عنهم بل تستمر، حتى تدرك في الوقت الأخير اهمالها لنفسها ولحياتها الشخصية.

## البطولة
- هبة الدري بدور «آمنه»
- شيماء علي بدور «خلود»
- يعقوب عبدالله بدور «مشعل»
- عبدالله التركماني بدور «عبد الله»
- ريم ارحمة بدور «هنادي»
- محمد الدوسري بدور «رياض»
- فهد البناي بدور «مشاري»
- إيمان الحسيني بدور «نادية»
- فيصل فريد بدور «سند»
- نواف العلي بدور «ناصر»
- ابراهيم الشيخلي بدور «يوسف»
- صمود المؤمن بدور «سجى»
- تقى بدور «ابتسام»
- فاطمة الحوسني بدور «عفاف»
- محمد الحملي بدور «أبو زيد»
- جنى الفيلكاوي بدور «شيخة»
- أحمد بن حسين بدور «فهد»
- الزين بو راشد بدور «حصة»
- غانم ال علي بدور «زيد»
- شهاب حاجية بدور «سعد»
- في الشرقاوي بدور «سعاد»
- عبدالله الفريح بدور «أبو يوسف»
- مهدي كرم
- أحمد محمد مرتضى
- جنان راشد بدور «أنوار»
- نورا المصباح بدور «دكتورة الأطفال»